# Queen Victoria Monument (Birkenhead)

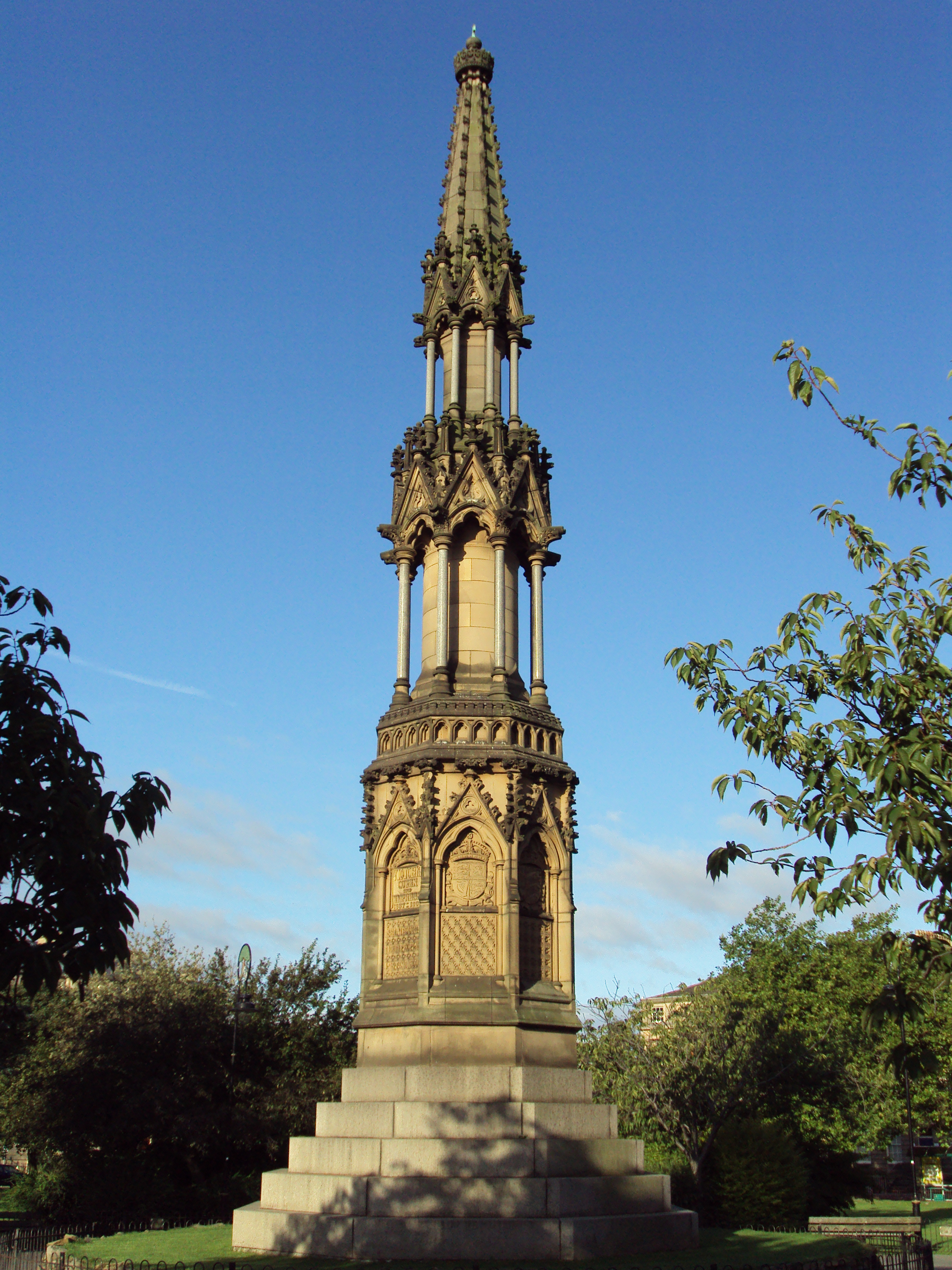
Monumento a la Reina Victoria en Birkenhead

El Monumento a la Reina Victoria se encuentra en el centro de Hamilton Square, Birkenhead, Wirral, Merseyside, Inglaterra. Tiene la forma de una cruz de Eleanor. El monumento fue diseñado por Edmund Kirby y se inauguró en 1905. Está registrado en la Lista del Patrimonio Nacional de Inglaterra como un Grado designado II edificio catalogado.

## Historia
Después de la muerte de la reina Victoria en 1901, se estableció un Comité Conmemorativo de Victoria en Birkenhead para hacer un monumento a la reina. Un espacio abierto fue hecho en el centro de Hamilton Square en 1903 por el Ayuntamiento de Birkenhead. Luego, el comité discutió la forma del monumento que ocuparía su centro. Se esperaba realizar un monumento en bronce, pero la cantidad de dinero recaudado fue insuficiente para proporcionarlo, y se decidió que el monumento debería tener la forma de una cruz de Leonor.
Las cruces de Leonor fueron erigidas por el rey Eduardo yo a finales del 13 siglo para conmemorar la vida de su esposa, Leonor de Castilla, y se erigieron en los lugares donde descansó su féretro. El diseño típico de una cruz de Leonor era el de una base poligonal sobre escalones, coronados por etapas de tamaño reducido. La etapa más baja era sólida y las etapas superiores estaban abiertas. El comité consideró que esto sería apropiado ya que seguiría el diseño de un monumento a una reina admirada. Uno de los miembros del comité fue el arquitecto Edmund Kirby, quien accedió a diseñar el monumento de forma gratuita. No se registra la identidad del escultor. Kirby había trabajado anteriormente con Richard Boulton and Sons of Cheltenham, y es posible que esta fuera la empresa responsable. El monumento fue inaugurado, antes de que estuviera terminado, por Charles Gatehouse, un político local y miembro del comité, el 26 de octubre de 1905. Costó 1.400 libras esterlinas.

## Descripción
Está construido en piedra arenisca de Darley Dale. Los escalones sobre los que se asienta y las columnas del segundo y tercer piso son de granito de Newry . El monumento mide unos 23 metros (75 pies) de alto. Es de estilo gótico. Cada etapa del monumento es octogonal. Se encuentra en cinco escalones y consta de cuatro etapas, cada etapa es más estrecha que la etapa de abajo. El escenario más bajo es sólido, y cada lado tiene un dosel a dos aguas. En el frente hay una inscripción que dice lo siguiente.

VICTORIA
QUEEN
AND
EMPRESS
1837–1901
SHE WROUGHT
HER PEOPLE
LASTING GOOD

Cada uno de los otros lados contiene un escudo de armas en relieve y su lema asociado. En el sentido de las agujas del reloj, desde el frente estos son los escudos y lemas de Birkenhead, Cheshire, Gales, Irlanda, Escocia, Inglaterra y los escudos reales. Los dos niveles intermedios del monumento están abiertos, con arcadas y columnas de granito, y el nivel superior consta de una aguja en forma de crocket coronada por un remate de corona.

## Evaluación
El monumento fue designado edificio catalogado de Grado II el 28 de marzo de 1974. Grado II es el más bajo de los tres grados de cotización y se aplica a "edificios de importancia nacional e interés especial".